# Ricardo de Gondra
Ricardo de Gondra y Lazurtegui (Bilbao, 12 de marzo de 1885 - 7 de abril de 1951) fue un ingeniero de minas español, presidente del Club Atlético de Madrid entre 1907 y 1909.

## Biografía
Ricardo de Gondra nació en Bilbao, el 12 de marzo de 1885. En 1903 era alumno de ingreso en la Escuela de Minas de Madrid, cuando junto a otros alumnos de la misma se convirtió en uno de los fundadores del Athletic Club (Sucursal de Madrid).
El 21 de febrero de 1907 fue elegido presidente del club, cargo que mantuvo hasta 1909, año en que al finalizar sus estudios, fue sustituido por Ramón de Cárdenas.